# 須藤栄之助
須藤 栄之助（すどう えいのすけ、1891年9月24日 - 1969年1月20日）は、日本の陸軍軍人。最終階級は陸軍中将。

## 経歴
警視庁勤務・須藤直歖の息子として生まれる。東京府立第一中学校、仙台陸軍地方幼年学校、陸軍中央幼年学校を経て、1913年（大正2年）5月、陸軍士官学校（25期）卒業。同年12月、砲兵少尉に任官し野戦砲兵第2連隊付となる。1916年（大正5年）11月、陸軍砲工学校高等科を卒業。1924年（大正13年）11月、陸軍大学校（36期）卒業し、野戦砲兵第2連隊中隊長に就任。
1926年（大正15年）3月、陸軍野戦砲兵学校教官となり、第10師団参謀に転じ、1928年（昭和3年）8月、砲兵少佐に昇進。1929年（昭和4年）12月、陸大専攻学生となり、陸大教官を経て、1933年（昭和8年）3月、砲兵中佐に進級。1935年（昭和10年）8月、兵科を航空兵科に転じ航空兵中佐となり陸軍省整備局課員に就任。
1936年（昭和11年）8月、欧米に出張し、帰国後下志津陸軍飛行学校教官（教育部長）に発令され、1937年（昭和12年）3月、航空兵大佐に昇進。日中戦争において、北支那方面軍飛行隊長として参加。1938年（昭和13年）2月、飛行第5連隊長となり、飛行第27戦隊長、陸軍航空本廠付を経て、1939年（昭和14年）8月、陸軍少将に進級し陸軍航空技術研究所総務部長に就任した。1941年（昭和16年）10月、浜松陸軍飛行学校長となり、1942年（昭和17年）12月、陸軍中将に進む。
太平洋戦争においては、1943年（昭和18年）1月、第8方面軍（のち南方軍）第4航空軍第7飛行師団長として、南太平洋戦線を戦うも、航空機の枯渇や第4航空軍司令官富永恭次中将の台湾への撤退（一般には逃亡とされる）によって、戦力は壊滅状態となった。以後は、防衛総軍司令部、第1総軍両軍において本土決戦に備え両軍の総参謀長として第1総軍総司令官杉山元元帥大将を補佐する地位に就いていた。1945年（昭和20年）12月、予備役編入となった。
1947年（昭和22年）11月28日、公職追放仮指定を受けた。

## 親族
- 長男 須藤直彦（陸軍大尉、戦死）